# Цэдэнгийн Жанчив
Цэдэнгийн Жанчив (монг. Цэдэнгийн Жанчив; 1914, аймак Уверхангай Монголия (ныне сомон Баруунбаян-Улаан, Монголия) — 23 апреля 1993) — монгольский государственный и военный деятель. Министр обороны МНР (1950—1952). Руководитель Службы внутренней охраны МНР (1952—1956). Первый министр Министерства геологии и горного дела (1958—1959). Генерал-лейтенант.

## Биография
Сын пастуха. В 1931 г. окончил Центральную партийную школу. В 1935—1936 г. прошёл спецкурсы в СССР. В 1936 году окончил партийную школу в СССР. C 1936 по 1943 год — командир части, заместитель командира дивизии в Вооруженных Силах МНР.
С 1943 по 1947 год обучался в Военно-политической академии имени В. И. Ленина. Член Монгольской народно-революционной партии.
С 1947 по 1948 год командовал дивизией.
В 1948—1950 годах — заместитель начальника Генерального штаба Вооруженных Сил МНР.
В 1950—1952 годах занимал пост министра обороны МНР.
С 1952—1956 годы — Министр внутренних дел, руководитель Службы внутренней охраны МНР.
В 1956—1961 годах — директор Управления цветной металлургии, в 1958—1959 годах работал первым министром геологии и горного дела Монголии.
Трижды избирался депутатом Великого государственного хурала Монголии.

## Награды
- Орден Полярной звезды (Монголия)
- Орден «За боевые заслуги» (Монголия) (дважды)
- Медаль «За Победу над Японией» (МНР)
- медали